# Trafikanalys (metod)
Se även Trafikanalys (myndighet).
Trafikanalys (ibland benämnt som Trafikbearbetning eller Metadataanalys) är en metod för att analysera trafikmönster. Sådana mönster kan röra transporter i ett trafiksystem, alltså vanlig biltrafik eller godstransporter.
Beträffande telekommunikation kan trafikanalys beteckna en metod för att inhämta och bearbeta meddelanden i syfte att utvinna information från kommunikationsmönster. Den kan genomföras även när meddelanden är krypterade och kryptoanalys är omöjlig. I allmänhet, ju fler meddelanden som observeras, eller inhämtas och lagras, desto mer information kan utvinnas från kommunikationstrafiken. Trafikanalys kan användas i kontraspionage och försvarsunderrättelseverksamhet (en metod inom signalspaning).

## Trafikanalys i försvarsunderrättelseverksamhet
I militära sammanhang är trafikanalys en grundläggande del av signalspaning och kan utgöra en informationskälla om avsikter och agerande hos en fiende. Typiska mönster inkluderar:
- Ihållande kommunikation - kan avse planering
- Snabb och kortfattad kommunikation - kan avse förhandlingar
- Avsaknad av kommunikation - kan indikera avsaknad av aktivitet, eller genomförande av en redan beslutad plan
- Ihållande kommunikation till enskilda enheter från en central enhet - kan illustrera befälsordningen (chain of command)
- Vem kommunicerar med vem - kan indikera vilken enhet som utgör befäl i ett givet nätverk. Kan även ange annan information om den personal som är kopplad till enskilda enheter
- Vem som kommunicerar när - kan indikera vilka enheter som är aktiva i anknytning till vissa händelser, vilket kan avslöja vilken typ av information som vidarebefordras och möjligen något om den personal som är knuten till enheterna
- Vem som byter från en enhet till en annan enhet, eller från ett medium till ett medium - kan indikera rörelse, oro för upptäckt

Det finns ett nära förhållande mellan trafikanalys och kryptoanalys. Trafikmängder kan ofta avslöja ett objekts betydelse.